# Eubacterium minutum
Eubacterium minutum è una specie di batterio appartenente alla famiglia delle Eubacteriaceae.